# Schwingboden
Als Schwingböden werden Bodenbeläge für Sporthallen bezeichnet, die unter Belastung nachgeben.
Eingebaut werden diese, damit Stürze weniger schlimme Folgen haben und um die Gelenke der Sporttreibenden zu schonen.
Man unterscheidet:
- flächenelastische Schwingböden, die bei Belastung in einem großen Bereich nachgeben
- punktelastische Sportböden, bei denen die Verformungsmulde kaum größer als das belastende Objekt ist.

Außerdem unterscheidet die DIN 18032 noch
- kombiniert- und mischelastische Sportböden, die in ihren Eigenschaften Vorteile von flächen- und punktelastischen Böden kombinieren.

Insbesondere Teil 2 der DIN V 18032 ist bei der Sportbodenplanung relevant. Darin werden die Anforderungen, der Aufbau sowie die Prüfung von Sportböden definiert.

## Flächenelastische Schwingböden
Flächenelastische Schwingböden geben bei Belastung in einem großen Bereich nach. Sie bestehen meist aus doppelt gelegten Holzleisten als Schwingträger, einem Blindboden mit einem Brettabstand von 50 bis 70 mm und  einer darauf verschraubten Lastverteilerplatte. Als Nutzschicht können dann Holz- oder Kunststoffbodenbeläge aufgebracht werden. Wird als Nutzschicht ein Parkett aufgebracht, dann spricht man von Schwingparkett, wie es besonders bei Theater-Bühnen und in Tanzschulen und Ballettsälen gebräuchlich ist.

## Punktelastische Schwingböden
Bei punktelastischen Schwingböden ist die Verformungsmulde kaum größer als das belastende Objekt. Sie sind einfacher aufgebaut; sie bestehen aus einer Schicht Schaumstoff, die einen elastischen Kunststoffbodenbelag trägt.